# Thân vương quốc Halych
Thân vương quốc Halych (tiếng Ukraina: Галицьке князівство, đã Latinh hoá: Halytske kniazivstvo; tiếng Slav Đông cổ: Галицкоє кънѧжьство), hay Thân vương quốc Rus' Halych, là một thân vương quốc Đông Slav thời trung cổ, là một trong những nhà nước khu vực chính yếu thuộc phạm vi chính trị của Kiev Rus', do các thành viên của dòng hậu duệ lâu đời nhất của Yaroslav Thông thái thành lập. Một đặc điểm đặc trưng của thân vương quốc Halych là vai trò quan trọng của giới quý tộc và thị dân trong đời sống chính trị, điều kiện chính cho quyền cai trị của thân vương là phải cân nhắc ý chí của họ. Tư cách là thủ đô của Halych được đề cập vào khoảng năm 1124, khi là trụ sở của Ivan Vasylkovych cháu nội của Rostislav xứ Tmutarakan. Theo Mykhailo Hrushevsky, lãnh địa Halych được truyền lại cho Rostyslav sau cái chết của cha ông là Vladimir Yaroslavich, nhưng sau đó ông bị trục xuất đến Tmutarakan. Lãnh địa sau đó được truyền lại cho Yaropolk Izyaslavich, con trai của Đại vương công Iziaslav I của Kiev đang cầm quyền.

## Tiền sử

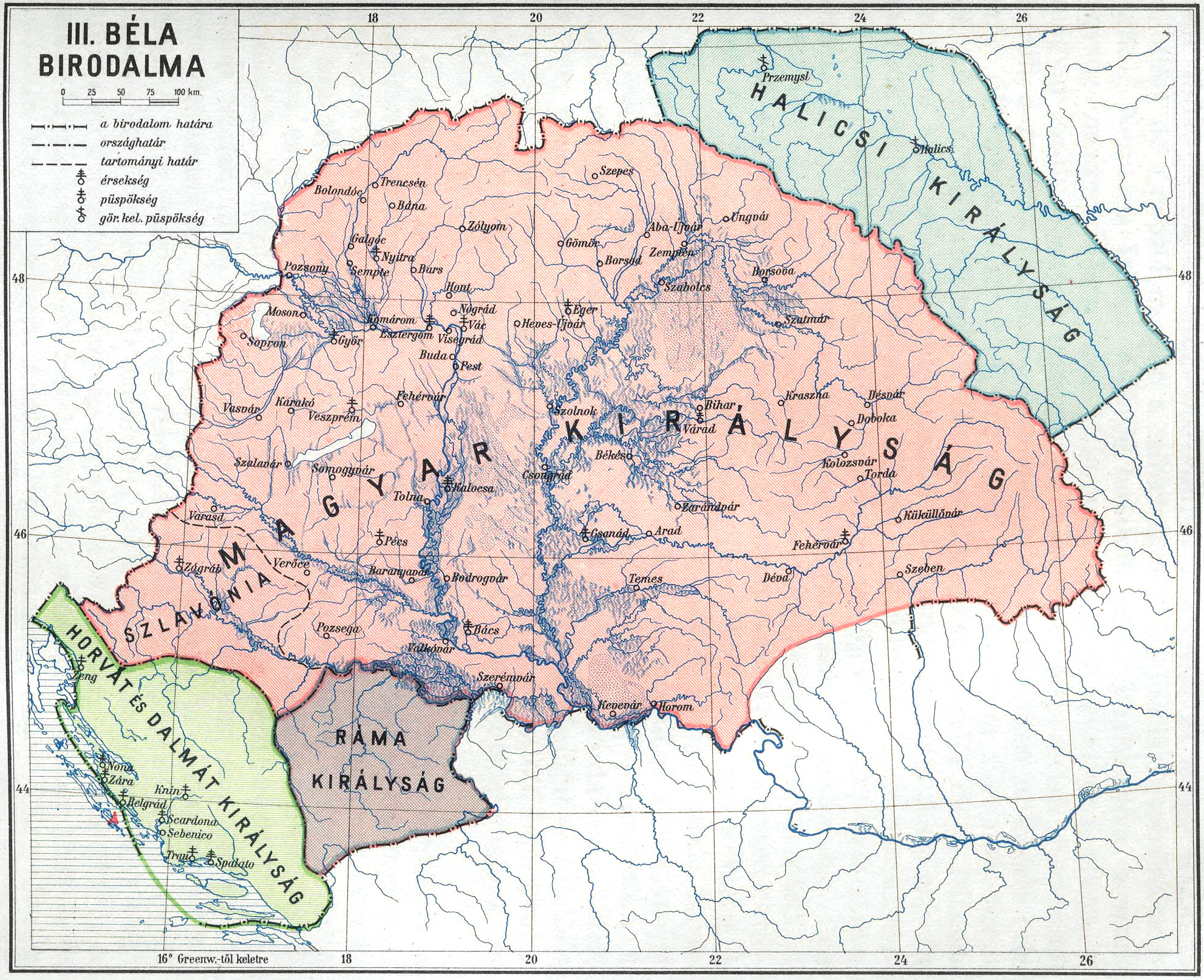
Vương quốc Halycs (xanh lam) và Vương quốc Hungary (dưới thời trị vì của Béla III của Hungary)

Các bộ lạc Slav đầu tiên được ghi nhận sống ở khu vực Rus' Đỏ là người Croatia Trắng và Dulebe.  Vào năm 907, các bộ lạc người Croatia và Dulebe tham gia vào chiến dịch quân sự chống lại Constantinople do Thân vương Rus' Oleg xứ Novgorod lãnh đạo. Đây là bằng chứng quan trọng đầu tiên về liên kết chính trị giữa các bộ lạc bản địa của khu vực Rus' Đỏ. Theo Nestor Nhà chép sử, một số thành trì ở phần phía Tây của Rus' Đỏ bị Vladimir Vĩ đại chinh phục vào năm 981, và vào năm 992 hoặc 993, Vladimir tiến hành một chiến dịch quân sự chống lại người Croat. Vào khoảng thời gian đó, thành phố Volodymyr được thành lập để vinh danh ông và trở thành trung tâm quyền lực chính trị chính trong khu vực. Trong thế kỷ 11, các thành phố biên giới phía tây như Przemysl từng hai lần bị Vương quốc Ba Lan (1018–1031 và 1069–1080) sáp nhập. Trong khi đó, Yaroslav Thông thái thiết lập một thế vững chắc trong khu vực và thành lập thành phố Jarosław.
Là một phần lãnh thổ của Kiev Rus', khu vực này sau đó được tổ chức thành phần phía nam của Thân vương quốc Volodymyr. Khoảng năm 1085, được sự giúp đỡ của Đại vương công Vsevolod I của Kiev, ba Anh em Rostystlavych - con trai của Rostislav Vladimirovich (xứ Tmutarakan) đã chiếm lĩnh khu vực làm lãnh địa. Vùng đất của họ được tổ chức thành ba thân vương quốc nhỏ là Przemysl, Zvenyhorod và Terebovlia. Năm 1097, Thân vương quốc Terebovlia được bảo đảm bởi Hội đồng Liubech sau nhiều năm nội chiến với Vasylko Rostyslavych. Năm 1124, thân vương của Terebovlia là Vasylko cắt đất cho con là Ihor Vasylkovich để hình thành Thân vương quốc Halych có quy mô nhỏ.

## Thống nhất
Anh em Rostislavich nỗ lực không chỉ để tách biệt về mặt chính trị với Thân vương quốc Volodymyr mà còn để tự bảo vệ mình khỏi những kẻ thù bên ngoài. Năm 1099, trong trận chiến trên cánh đồng Rozhne, quân Halych đánh bại quân đội của Đại vương công Sviatopolk II của Kiev và cuối năm đó đánh bại quân Hungary của Kálmán gần Przemysl.
Hai chiến thắng quan trọng này mang lại gần một trăm năm phát triển tương đối hòa bình tại Thân vương quốc Halych.
Bốn con trai của Anh em Rostystlavych chia khu vực thành bốn phần với các trung tâm tại Przemysl (Rostislav), Zvenyhorod (Volodymyrko), Halych và Terebovlia (Ivan và Yuriy). Sau cái chết của ba người trong số họ, Volodimyrko chiếm lấy Przemysl và Halych và trao Zvenyhorod cho Ivan - con trai của anh trai ông là Rostyslav. Năm 1141, Volodymyrko chuyển nơi cư trú của mình từ Przemysl đến Halych có địa lý thuận lợi hơn, sản sinh một Thân vương quốc Halych thống nhất. Năm 1145, thị dân của Halych lợi dụng Volodymyrko vắng mặt đã yêu cầu Ivan của Zvenyhorod lên trị vì. Sau thất bại của Ivan bên dưới tường thành Halych, Thân vương quốc Zvenygorod cũng được sáp nhập vào vùng đất Halych.

## Thời kỳ Yaroslav Osmomysl

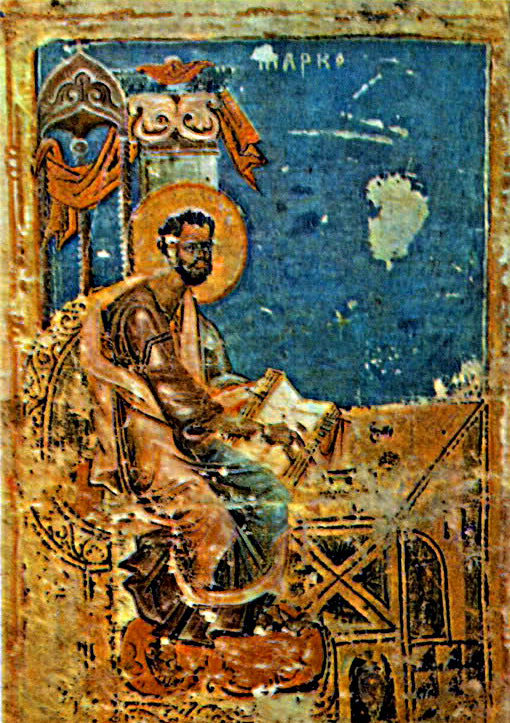
Bức tiểu họa Thánh Mark từ Sách Phúc âm Halych thế kỷ 12

Volodymyrko theo đuổi chính sách cân bằng giữa các láng giềng. Ông nỗ lực củng cố quyền lực của thân vương quốc, sáp nhập một số thành phố thuộc quyền sở hữu của Đại vương công Kiev và buộc phải giữ chúng bất chấp xung đột với cả hai người thống trị hùng mạnh là Iziaslav II của Kiev và Quôc vương Géza II của Hungary.
Năm 1152, sau cái chết của Volodymyrko, con trai độc nhất của ông là Yaroslav Osmomysl kế vị. Yaroslav bắt đầu triều đại của mình với trận chiến trên sông Siret vào năm 1153 với Đại vương công Iziaslav, dẫn đến tổn thất nặng nề cho người Halych, nhưng khiến cho Izyaslav phải rút lui và mất ngay sau đó. Do đó, mối nguy hiểm từ phía đông đã qua đi, và Yaroslav thông qua ngoại giao đã đạt được hòa bình với các nước láng giềng khác là Hungary và Ba Lan. Sau đó, nhờ các cuộc đàm phán, Yaroslav trung lập hóa đối thủ duy nhất của mình là Ivan, cựu thân vương của Zvenyhorod.
Những thành công ngoại giao này cho phép Yaroslav tập trung vào phát triển nội bộ của thân vương quốc: xây dựng các tòa nhà mới ở thủ đô và các thành thị khác, làm giàu thêm các tu viện, cũng như củng cố quyền lực của mình đối với lãnh thổ tại hạ du các sông Dniester, Prut và Danube. Trong thời gian này (khoảng năm 1157), việc xây dựng Nhà thờ Thăng thiên được hoàn thành tại Halych, là ngôi đền lớn thứ hai của Rus cổ đại sau Nhà thờ chính tòa Thánh Sophia tại Kiev. Bản thân thành phố đã phát triển thành một quần thể lớn có kích thước xấp xỉ 11x8,5 km. Bất chấp vị thế mạnh mẽ của mình trên trường quốc tế, Yaroslav nằm dưới sự kiểm soát của các thị dân Halych, ông phải cân nhắc ý chí của họ thậm chí đôi khi trong các vấn đề cuộc sống cá nhân, gia đình.

## "Quyền tự do trong các thân vương"

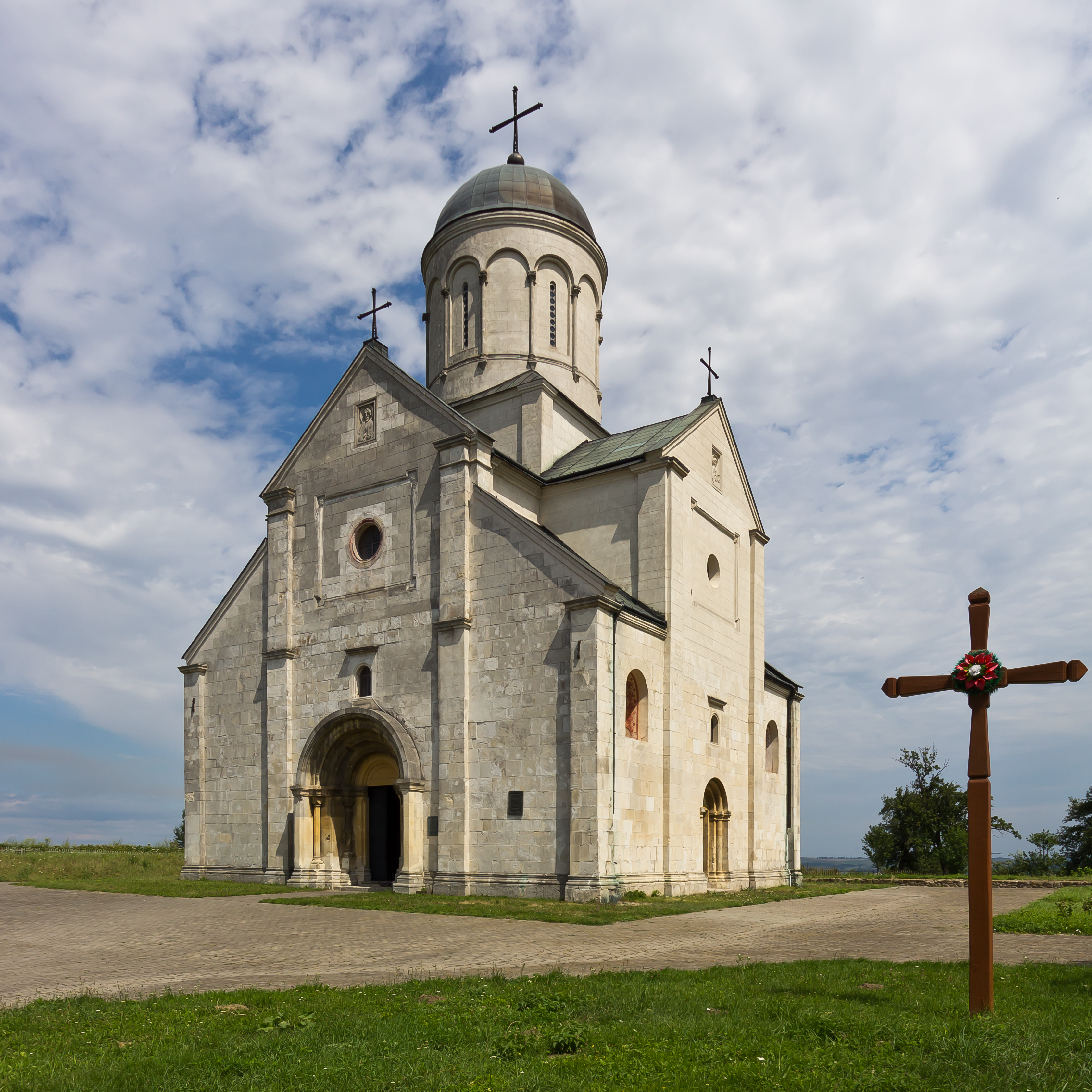
Nhà thờ Thánh Panteleimon tại Halych, cuối thế kỷ 12.

Một đặc điểm quan trọng trong đời sống chính trị của Thân vương quốc Halych là vai trò quyết định của các quý tộc và thị dân. Người Halych sử dụng nguyên tắc ″tự do trong các thân vương″ và chính họ mời và trục xuất các thân vương, đồng thời điều chỉnh các hoạt động của thân vương. Trái ngược với ý muốn của Yaroslav Osmomysl là để lại ngôi vị cho con trai mình là Oleg, người Halych đã mời em trai ông là Vladimir II Yaroslavich, và sau khi xung đột với người này thì họ lại mời Roman Vĩ đại, thân vương của Volodymyr. Nhưng gần như ngay lập tức Roman bị thay thế bởi András- con trai của Quốc vương Hungary Bela III. Lý do cho sự lựa chọn này là Béla và András đảm bảo cho người Halych quyền tự do hoàn toàn của chính phủ. Thời kỳ này có thể được coi là trải nghiệm đầu tiên về chính quyền tự trị của quý tộc và thị dân. Tuy nhiên, hành vi thô tục của quân đồn trú Hungary và nỗ lực của họ để thiết lập các nghi thức Công giáo La Mã dẫn đến một sự thay đổi khác trong tâm trạng và một lần nữa ngôi vị được trao lại cho Volodymyr II, người này trị vì ở Halych trong thập kỷ tiếp theo, cho đến năm 1199.

## Roman chuyên quyền và thống nhất với Volyn
Sau khi hậu duệ cuối cùng của Anh em nhà Rostislavich là Volodymir II chết vào năm 1199, người Halych bắt đầu đàm phán với các con trai của em gái ông (con gái của Yaroslav Osmomysl) và thân vương huyền thoại Igor (anh hùng chính trong Truyện kể cuộc viễn chinh Igor) về việc kế vị ngôi vị Halych. Tuy nhiên Thân vương Volodymir  là Roman với sự giúp đỡ của Thân vương Leszek Trắng của Ba Lan đã chiếm được Halych bất chấp sự phản kháng mạnh mẽ của cư dân. Sáu năm tiếp theo là một thời kỳ đàn áp liên tục chống lại giới quý tộc và những thị dân tích cực, cũng như sự mở rộng đáng kể về lãnh thổ và chính trị đã biến Halych thành trung tâm chính của toàn Rus'. Thân vương quốc Volyn được hợp nhất với Halych nhưng lần này trung tâm Thân vương quốc Galicia-Volhynia (Halych-Volyn) mới là Halych. Cuộc chiến thắng lợi tiếp đó trước Anh em Igorevich, những người tranh đoạt ngôi vị Galicia, đã cho phép Roman Vĩ đại thiết lập quyền kiểm soát của mình đối với Kiev và đặt người thân cận của mình ở đó. Sau các chiến dịch thắng lợi chống lại người Cuman, và có lẽ cả người Litva, Roman Vĩ đại đạt đến đỉnh cao quyền lực và được gọi trong biên niên sử là "Sa hoàng và Kẻ chuyên quyền của toàn bộ Rus'".
Sau khi Roman chết vào năm 1205, góa phụ của ông vì muốn giữ quyền lực ở Halych đã kêu gọi sự giúp đỡ của Quốc vương Hungary András, và Hungary gửi cho bà đội quân đồn trú. Tuy nhiên, vào năm 1206 người Halych lại mời Vladimir III Igorevich - con trai của con gái Yaroslav Osmomysl, khiến góa phụ và các con trai của Roman phải chạy trốn khỏi thành phố.

## Đỉnh cao quyền cai trị thị dân-quý tộc

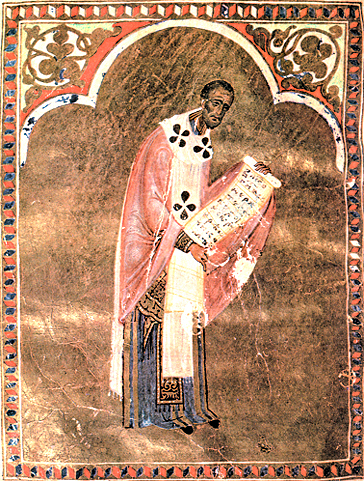
Bức tiểu họa của John Chrysostom, kinh sách Przemysl, đầu thế kỷ 13.

Vladimir III trị vì ở Halych chỉ trong hai năm. Do mối thù với em trai là Roman II, ông bị trục xuất và người em này lên ngôi tại Halych. Nhưng rất nhanh Roman II bị thay thế bởi Rostislav II của Kiev. Khi Roman II tìm cách lật đổ Rostislav, người Halych đã kêu gọi sự giúp đỡ của Quốc vương Hungary, người này gửi đến Halych palatine Benedict. Trong khi Benedict vẫn ở Halych, các thị dân kêu gọi Thân vương Mstislav Câm từ Peresopnytsya lên ngôi, nhưng cũng bị gửi về quê hương với những lời chế giễu. Trong nỗ lực loại bỏ Benedict, các thị dân lại mời Anh em Ihrevychiv - Vladimir III và Roman II, họ trục xuất Benedict và giành lại quyền cai trị của mình tại thân vương quốc. Vladimir III định cư ở Halych, Roman II ở Zvenigorod và anh em trai của họ là Svyatoslav ở Przemysl. Những nỗ lực nhằm tự mình cai trị của Anh em Igorevich dẫn đến xung đột với người Halych, khiến nhiều người bị giết, và sau đó Anh em Igorevich bị hành quyết. Ngôi vị được trao cho một người con trai nhỏ của Roman Vĩ đại là Danylo của Halych. Mẹ của Danylo cố gắng tập trung quyền lực vào tay mình với tư cách là nhiếp chính, sau đó bà bị trục xuất khỏi thành phố và Mstislav Câm một lần nữa được mời lên trị vì, nhưng anh ta lại bỏ trốn vì sợ quân đội Hungary do mẹ của Danylo gọi đến. Sau khi chiến dịch của Quốc vương Hungary thất bại, cộng đồng địa phương đã thực hiện một bước tiến độc đáo trong lịch sử của Rus', đưa lên ngôi vào năm 1211 hoặc 1213 một trong những quý tộc Halych là Volodyslav Kormylchych. Tình tiết này có thể coi là đỉnh cao của nền dân chủ thị dân–quý tộc tại Halych.
Sự việc Volodyslav cai trị khiến các quốc gia láng giềng xâm lược, và bất chấp sức kháng cự của người Halych họ đã áp đảo được quân đội của Volodyslav. Năm 1214, Quốc vương Hungary András và Thân vương Ba Lan Leszek ký một thỏa thuận về việc phân chia Thân vương quốc Halych. Rìa phía tây chuyển cho Ba Lan và phần còn lại cho Hungary. Palatine Benedict trở lại Halych và con trai của Quốc vương Hungary András là Kálmán nhận vương miện từ Giáo hoàng với tước hiệu "Quốc vương của Galicia." Tuy nhiên, xung đột tôn giáo với người dân địa phương và việc người Hungary chiếm giữ lãnh thổ đã được chuyển giao cho Ba Lan, dẫn đến trục xuất toàn bộ quân nước ngoài vào năm 1215 và Thân vương Mstislav Hói từ Novgorod lên ngôi, trong thời kỳ ông trị vì toàn bộ quyền lực tập trung trong tay giới quý tộc và Thân vương không quyết định ngay cả quân đội Halych. Mặc dù vậy, Mstislav cũng không được lòng người Halych, họ dần dần bắt đầu ủng hộ Thân vương András của Hungary. Năm 1227, Mstislav cho phép con gái ông kết hôn với András và trao cho họ chính quyền ở Halych. András từ lâu đã được người Halych ưa chuộng do cách tiếp cận thận trọng của ông đối với quyền của giới quý tộc. Tuy nhiên, vào năm 1233, một bộ phận người của Halych đã mời Danylo. Sau một cuộc bao vây và cái chết của András, Danylo chiếm được thủ đô trong một thời gian ngắn, nhưng buộc phải rời bỏ thành vì không nhận được sự ủng hộ của đa số thị dân. Năm 1235, theo lời mời của người Halych thành phố nằm dưới quyền Thân vương Chernigov Mikhail và con trai là Rostislav (mẹ ông là con gái của Roman Vĩ đại, chị em gái của Danylo). Đến khi Mông Cổ xâm lược, Halych rơi vào tay Danylo, nhưng quyền lực của ông không chắc chắn, bởi vì vào thời điểm đó biên niên sử đề cập đến việc một nhà quý tộc địa phương là Dobroslav Suddych lên ngôi.

## Giai đoạn cuối
Vào thập niên 1240 trong lịch sử của Thân vương quốc Halych đã xảy ra một sự thay đổi quan trọng. Năm 1241 Наlych bị quân Mông Cổ chiếm lĩnh. Năm 1245, Danylo giành chiến thắng trong trận chiến quyết định trước quân Hungary-Ba Lan của đối thủ Rostislav và một lần nữa thống nhất Halych với Volyn. Sau chiến thắng, ông xây dựng dinh thự của mình ở Holm, phía tây Volyn. Sau chuyến thăm của Danylo đến Bạt Đô Hãn, ông bắt đầu dâng cống nạp cho Hãn quốc Kim Trướng. Tất cả những yếu tố này đã dẫn đến khởi đầu thời kỳ suy giảm về văn hóa, kinh tế và chính trị của Halych.
Ngay trong thời kỳ cai trị của Danylo, Halych đã chuyển sang tay của con trai cả  của ông là Lev I, và sau khi Danylo chết Lev I dần dần nắm quyền trên mọi lĩnh vực của Volyn. Vào nửa sau của thế kỷ 13, ông đã nâng cao tầm quan trọng của Lviv - một trung tâm hành chính-chính trị mới, được thành lập gần Zvenigorod trên biên giới Volyn. Gần năm 1300, Lev I trong một thời gian ngắn từng giành được quyền lực đối với Kiev, nhưng vẫn phụ thuộc Hãn quốc Kim Trướng. Sau khi Lev I mất, trung tâm của nhà nước Halych-Volyn thống nhất trở lại thành phố Volodymyr. Vào thời các thân vương kế tiếp, giới quý tộc dần giành lại quyền lực, và từ năm 1341 đến năm 1349 quyền lực nằm trong tay nhà quý tộc Dmytro Dedko, dưới triều đại trên danh nghĩa của Thân vương Liubartas. Năm 1349, sau khi Dmytro chết, Quốc vương Ba Lan Kazimierz III của Ba Lan hành quân đến Lviv, đồng thời ép buộc Hãn quốc Kim Trướng và Vương quốc Hungary. Kết quả là kết thúc độc lập chính trị của Halych và sáp nhập khu vực vào Ba Lan.
Năm 1387, tất cả các vùng đất của Thân vương quốc Halych được đưa vào lãnh địa của Nữ vương Ba Lan Jadwiga, và sau đó đến năm 1434 được chuyển thành tỉnh Rus'. Năm 1772, Halych được sáp nhập vào Đế quốc Áo, có vị thế một đơn vị hành chính được gọi là "Vương quốc Galicia và Lodomeria" với trung tâm tại Lviv.

## Quan hệ với Byzantine
Thân vương quốc Halych có quan hệ mật thiết với Đế quốc Byzantine, thân thiết nhất so với bất kỳ thân vương quốc nào khác của Kiev Rus. Theo một số ghi chép, vào năm 1104 con gái của Volodar của Peremyshl là Irina đã kết hôn với Isaac - con trai thứ ba của Hoàng đế Byzantine Alexios I Komnenos. Con trai của bà là Hoàng đế tương lai Andronicus I Comnenus có thời gian từng sống ở Halych và cai trị một số thành phố của thân vương quốc trong những năm 1164-65. Theo tường thuật của Bartholomew xứ Lucca, Hoàng đế Byzantine Alexios III Angelos chạy trốn đến Halych sau khi quân Thập tự chinh chiếm được Constantinople vào năm 1204.
Thân vương quốc quốc Halych và Đế quốc Byzantine thường xuyên là đồng minh trong cuộc chiến chống lại người Cuman.

## Thân vương Halych
| Các thân vương của Halych (theo М. Hrushevsky) | Các thân vương của Halych (theo М. Hrushevsky) | Các thân vương của Halych (theo М. Hrushevsky)                                                         |
| Thân vương                                     | Năm                                            | Ghi chú                                                                                                |
| ---------------------------------------------- | ---------------------------------------------- | --- |
| Ivan Vasylkovych                               | 1124–1141                                      | con trai của Vasylko Rostyslavych của Terebovel' (không đề cập trong danh sách của Hrushevsky)         |
| Volodymyrko Volodarovych                       | 1141–1144                                      | con trai của Thân vương Przemysl Volodar Rostyslavych                                                  |
| Ivan Rostyslavych Berladnyk                    | 1144                                           | con trai của Thân vương Przemysl' Rostyslav Volodarovych (không đề cập trong danh sách của Hrushevsky) |
| Volodymyrko Volodarovych                       | 1144–1153                                      | lần thứ hai                                                                                            |
| Yaroslav Osmomysl                              | 1153–1187                                      | con trai của Volodymyrko Volodarovych                                                                  |
| Oleg Yaroslavich                               | 1187                                           | con trai của Yaroslav Osmomysl                                                                         |
| Volodymyr II Yaroslavich                       | 1187–1188                                      | con trai của Yaroslav Osmomysl                                                                         |
| Roman Mstyslavych                              | 1188–1189                                      | Thân vương Volyn                                                                                       |
| Volodymyr II Yaroslavich                       | 1189–1199                                      | con trai của Yaroslav Osmomysl, lần thứ hai                                                            |
| Roman Mstyslavych                              | 1199–1205                                      | lần thứ hai                                                                                            |
| Danylo Romanovych                              | 1205–1206                                      | con trai của Roman Mstyslavych                                                                         |
| Volodymyr III Igorevich                        | 1206–1208                                      | từ dòng Chernigov của Vương triều Rurik                                                                |
| Roman II Igorevich                             | 1208–1209                                      | anh của Volodymyr Igorevych                                                                            |
| Rostislav II của Kiev                          | 1210                                           | con trai của Rurik Rostislavich của Kiev                                                               |
| Roman II Igorevich                             | 1210                                           | lần thứ hai                                                                                            |
| Volodymyr III Igorevich                        | 1210–1211                                      | lần thứ hai                                                                                            |
| Danylo Romanovych                              | 1211–1212                                      | lần thứ hai                                                                                            |
| Mstyslav của Peresopnytsia                     | 1212–1213                                      | từ dòng Volyn của Vương triều Rurik                                                                    |
| Volodyslav Kormyl'chych                        | 1213–1214                                      | boyar từ Halych                                                                                        |
| Kálmán II                                      | 1214–1219                                      | con trai của András II của Hungary                                                                     |
| Mstyslav the Bold                              | 1219                                           | tùe dòng Kiev của Vương triều Rurik, cháu ngoại của Yaroslav Osmomysl                                  |
| Kálmán II                                      | 1219–1221?                                     | lần thứ hai                                                                                            |
| Mstyslav the Bold                              | 1221?-1228                                     | lần thứ hai                                                                                            |
| Аndriy Andrievych                              | 1228–1230                                      | con trai của Andrew II của Hungary                                                                     |
| Danylo Romanovych                              | 1230–1232                                      | lần thứ ba                                                                                             |
| Аndiy Andrievych                               | 1232–1233                                      | lần thứ hai                                                                                            |
| Danylo Romanovych                              | 1233–1235                                      | lần thứ tư                                                                                             |
| Mikhail Vsevolodovich                          | 1235–1236                                      | từ dòng Chernigov của Vương triều Rurik                                                                |
| Rostislav Mikhailovich                         | 1236–1238                                      | con trai của Michael Vsevolodovich, từ dòng Chernigov của Vương triều Rurik                            |
| Danylo Romanovych                              | 1238–1264                                      | lần thứ năm                                                                                            |
| Shvarn Danilovych                              | 1264–1269                                      | con trai của Danylo, đồng cai trị của Lev I của Galicia                                                |
| Lev I của Galicia                              | 1264–1301?                                     | con trai của Danylo                                                                                    |
| Yuri I của Galicia                             | 1301?-1308?                                    | con trai của Lev I                                                                                     |
| Lev II của Galicia                             | 1308–1323                                      | con trai của Yuri I                                                                                    |
| Volodymyr Lvovych                              | 1323–1325                                      | con trai của Lev II                                                                                    |
| Yuri II Boleslav                               | 1325–1340                                      | từ các thân vương Mazovia, cháu nội của Yuri I                                                         |
| Dmitriy Liubart                                | 1340–1349                                      | từ các thân vương Litva                                                                                |